# René Melis
René Melis (Essen, 1 maart 1946) is een Vlaams schrijver en ex-journalist.
Melis werkte 32 jaar als journalist en legde zich om gezondheidsredenen vanaf 1996 toe op sprookjes, romans, toneelwerken en scenario's.
Zijn bekendste werk, Op de heide waait de wind, een geromantiseerde biografie van de Vlaamse componist Armand Preud'homme, bevindt zich in verschillende gerenommeerde Vlaamse bibliotheken, onder andere in die van het Vlaams Parlement.
Melis werkte ook mee aan verschillende historische publicaties van christelijke organisaties zoals ACW en KWB. Daarnaast is hij ook een begiftigd pianist die zijn opleiding genoot aan het Koninklijk Vlaams Conservatorium te Antwerpen.
Hij was Europees correspondent voor Great News Service, een persagentschap dat in de Verenigde Staten 1.021 dag- en weekbladen van informatie voorziet.
Inmiddels is Melis op 20 januari 2010 overleden.